# Serhi Tahirov
Serhi Tahirov –en ucraniano, Сергій Тагіров– (Dnipropetrovsk, URSS, 2 de enero de 1989) es un deportista ucraniano que compitió en halterofilia. Ganó una medalla de bronce en el Campeonato Europeo de Halterofilia de 2012, en la categoría de 105 kg.

## Palmarés internacional
| Campeonato Europeo | Campeonato Europeo | Campeonato Europeo | Campeonato Europeo |
| Año                | Lugar              | Medalla            | Categoría          |
| ------------------ | ------------------ | ------------------ | ------------------ |
| 2012               | Antalya (Turquía)  | Medalla de bronce  | 105 kg             |